# Саранак-Лейк (Нью-Йорк)
Саранак-Лейк (англ. Saranac Lake) — селище (англ. village) в США, в округах Франклін і Ессекс штату Нью-Йорк. Населення — 4887 осіб (2020).

## Географія
Саранак-Лейк розташований за координатами 44°19′28″ пн. ш. 74°7′49″ зх. д. / 44.32444° пн. ш. 74.13028° зх. д. (44.324583, -74.130354).  За даними Бюро перепису населення США в 2010 році селище мало площу 7,84 км², з яких 7,20 км² — суходіл та 0,64 км² — водойми.

### Клімат
| Клімат : Саранак-Лейк   | Клімат : Саранак-Лейк | Клімат : Саранак-Лейк | Клімат : Саранак-Лейк | Клімат : Саранак-Лейк | Клімат : Саранак-Лейк | Клімат : Саранак-Лейк | Клімат : Саранак-Лейк | Клімат : Саранак-Лейк | Клімат : Саранак-Лейк | Клімат : Саранак-Лейк | Клімат : Саранак-Лейк | Клімат : Саранак-Лейк | Клімат : Саранак-Лейк |
| Показник                | Січ.                  | Лют.                  | Бер.                  | Квіт.                 | Трав.                 | Черв.                 | Лип.                  | Серп.                 | Вер.                  | Жовт.                 | Лист.                 | Груд.                 | Рік                   |
| Абсолютний максимум, °C | 16,0                  | 16,9                  | 25,1                  | 31,1                  | 31,9                  | 33,4                  | 33,2                  | 34,8                  | 32,8                  | 26,0                  | 20,3                  | 17,4                  | 34,8                  |
| Середній максимум, °C   | −3,5                  | −1,3                  | 3,3                   | 10,9                  | 18,1                  | 22,8                  | 24,9                  | 24,0                  | 19,8                  | 12,8                  | 5,7                   | −0,8                  | 11,4                  |
| Середня температура, °C | −9,4                  | −7,8                  | −3,1                  | 4,5                   | 11,1                  | 16,1                  | 18,3                  | 17,3                  | 13,2                  | 6,9                   | 0,8                   | −5,9                  | 5,2                   |
| Середній мінімум, °C    | −15,3                 | −14,3                 | −9,4                  | −1,9                  | 4,0                   | 9,3                   | 11,7                  | 10,7                  | 6,7                   | 1,1                   | −4                    | −10,9                 | −0,9                  |
| Абсолютний мінімум, °C  | −37,2                 | −35,9                 | −34,8                 | −19,6                 | −6,8                  | −3,4                  | 0,9                   | 0,3                   | −5,6                  | −11,3                 | −27,3                 | −34,9                 | −37,2                 |
| Норма опадів, мм        | 65                    | 55                    | 63                    | 71                    | 84                    | 109                   | 103                   | 100                   | 102                   | 102                   | 91                    | 80                    | 1024                  |
| Вологість повітря, %    | 76.4                  | 71.7                  | 67.2                  | 62.7                  | 62.3                  | 68.8                  | 71.3                  | 73.8                  | 74.2                  | 72.8                  | 78.4                  | 81.4                  | 71.8                  |
| ----------------------- | --------------------- | --------------------- | --------------------- | --------------------- | --------------------- | --------------------- | --------------------- | --------------------- | --------------------- | --------------------- | --------------------- | --------------------- | --------------------- |
| Джерело: PRISM          |                       |                       |                       |                       |                       |                       |                       |                       |                       |                       |                       |                       |                       |

## Демографія
Згідно з переписом 2010 року, у селищі мешкало 5406 осіб у 2627 домогосподарствах у складі 1169 родин. Густота населення становила 689 осіб/км².  Було 3025 помешкань (386/км²).
Расовий склад населення:
| - 94,9 % — білих - 1,5 % — чорних або афроамериканців - 0,9 % — азіатів - 0,7 % — корінних американців |

До двох чи більше рас належало 1,8 %. Частка іспаномовних становила 1,8 % від усіх жителів.
За віковим діапазоном населення розподілялося таким чином: 18,3 % — особи молодші 18 років, 66,9 % — особи у віці 18—64 років, 14,8 % — особи у віці 65 років та старші. Медіана віку мешканця становила 39,6 року. На 100 осіб жіночої статі у селищі припадало 98,1 чоловіків;  на 100 жінок у віці від 18 років та старших — 93,8 чоловіків також старших 18 років.
Середній дохід на одне домашнє господарство  становив 56 701 долар США (медіана — 43 795), а середній дохід на одну сім'ю — 77 292 долари (медіана — 62 245). Медіана доходів становила 40 049 доларів для чоловіків та 37 422 долари для жінок. За межею бідності перебувало 16,7 % осіб, у тому числі 32,8 % дітей у віці до 18 років та 4,2 % осіб у віці 65 років та старших.
Цивільне працевлаштоване населення становило 2683 особи. Основні галузі зайнятості: освіта, охорона здоров'я та соціальна допомога — 31,9 %, мистецтво, розваги та відпочинок — 19,0 %, роздрібна торгівля — 15,7 %.